# Присягин, Николай Алексеевич
Никола́й Алексе́евич Прися́гин (28 декабря 1918 — 6 декабря 1979) — советский офицер, танкист, участник советско-финской и Великой Отечественной войн, Герой Советского Союза (1945). Майор Советской армии.
На завершающем этапе Великой Отечественной войны особо отличился при штурме Берлина. 23 апреля 1945 года танковая рота лейтенанта Н. А. Присягина ворвалась в пригород Берлина Лихтенраде, а затем в Мариенфельде и стремительной атакой подавила огневые средства противника, чем обеспечила успешное продвижение пехоты к рубежу по каналу Тельтов. А 26 апреля, в уличных боях в районе Штеглиц, он провёл свою штурмовую группу через противотанковые препятствия, несмотря на наличие в этом районе опорных пунктов и хорошо организованной системы огня.
После войны и увольнения в запас жил и работал в городе Новомосковске Тульской области.

## Биография

### Ранние годы
Родился 28 декабря 1918 года в деревне Беляевка (ныне — в Ухоловском районе Рязанской области). Русский.
С 1934 по 1939 год работал в городе Сталиногорске (ныне Новомосковск Тульской области) на Сталиногорском химкомбинате лаборантом центральной лаборатории химкомбината, затем — слесарем. В РККА с октября 1939 года.
Участник советско-финской войны (1939—1940).

### В годы Великой Отечественной войны
На фронтах Великой Отечественной войны танкист Н. А. Присягин с июня 1941 года. Воевал на Северо-Западном (июнь-декабрь 1941), Калининском (май-декабрь 1942) фронтах. Член ВКП(б) с августа 1942 года. В сентябре 1942 года на Калининском фронте был легко ранен.
В 1944 году окончил Саратовское бронетанковое училище.
С марта 1944 года и до конца войны сражался на 1-м Украинском фронте в 229-м танковом полку 70-й механизированной бригады 9-го механизированного корпуса 3-й гвардейской танковой армии.

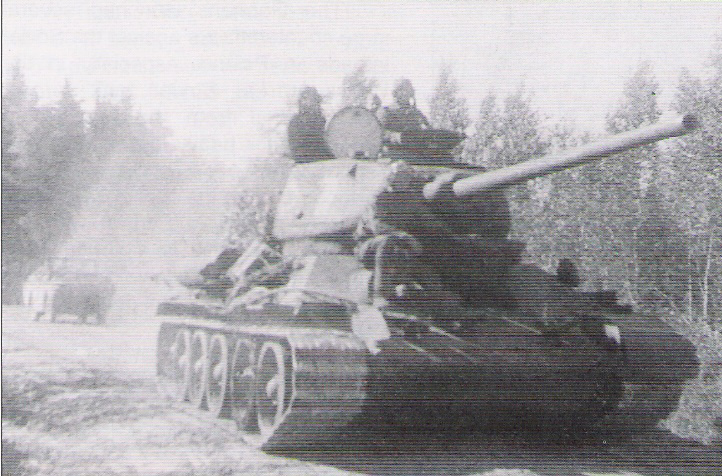
Танк Т-34 3-й гвардейской танковой армии, операция Багратион, 1944 год

25 июля 1944 года младший лейтенант Н. А. Присягин, действуя в передовом отряде, смело ворвался на своём танке в местечко Рудки, чем вызвал панику среди личного состава немецких частей. В ходе завязавшегося боя его экипаж записал на свой боевой счёт два уничтоженных бронетранспортёра, две автомашины и 8 солдат противника. С занятием местечка Рудки было завершено окружение львовской группировки противника, а младший лейтенант Н. А. Присягин был награждён орденом Красной Звезды.
12 января 1945 года в ходе Сандомирско-Силезской операции экипаж командира танкового взвода Т-34 лейтенанта Н. А. Присягин в бою в районе Балице (Польша) уничтожил 3 бронетранспортёра с зенитными орудиями и обеспечил выход советской пехоте на западную окраину Балице. А на следующей день он со своим танковым взводом стремительно ворвался на станцию Хайдашек (Свентокшиское воеводство), в районе которой противник организовал упорное сопротивление, прикрывая свой отход за реку Нида. Танкисты Н. А. Присягина уничтожили на станции два дзота, три пулемёта и до 40 солдат и офицеров противника. В ходе дальнейшего преследования противника он также уничтожил 4 автомашины с пехотой противника и обеспечил выход советским стрелковым подразделениям к переправе через реку Нида. 14 января экипаж Н. А. Присягина действовал уже на западном берегу реки Нида, где преследуя противника в направлении высоты 206.0, уничтожил ещё 15 подвод с разным военным грузом и 30 солдат и офицеров. За отвагу и мужество командование полка представило лейтенанта Н. А. Присягина к ордену Красного Знамени, однако он был награждён орденом Александра Невского.

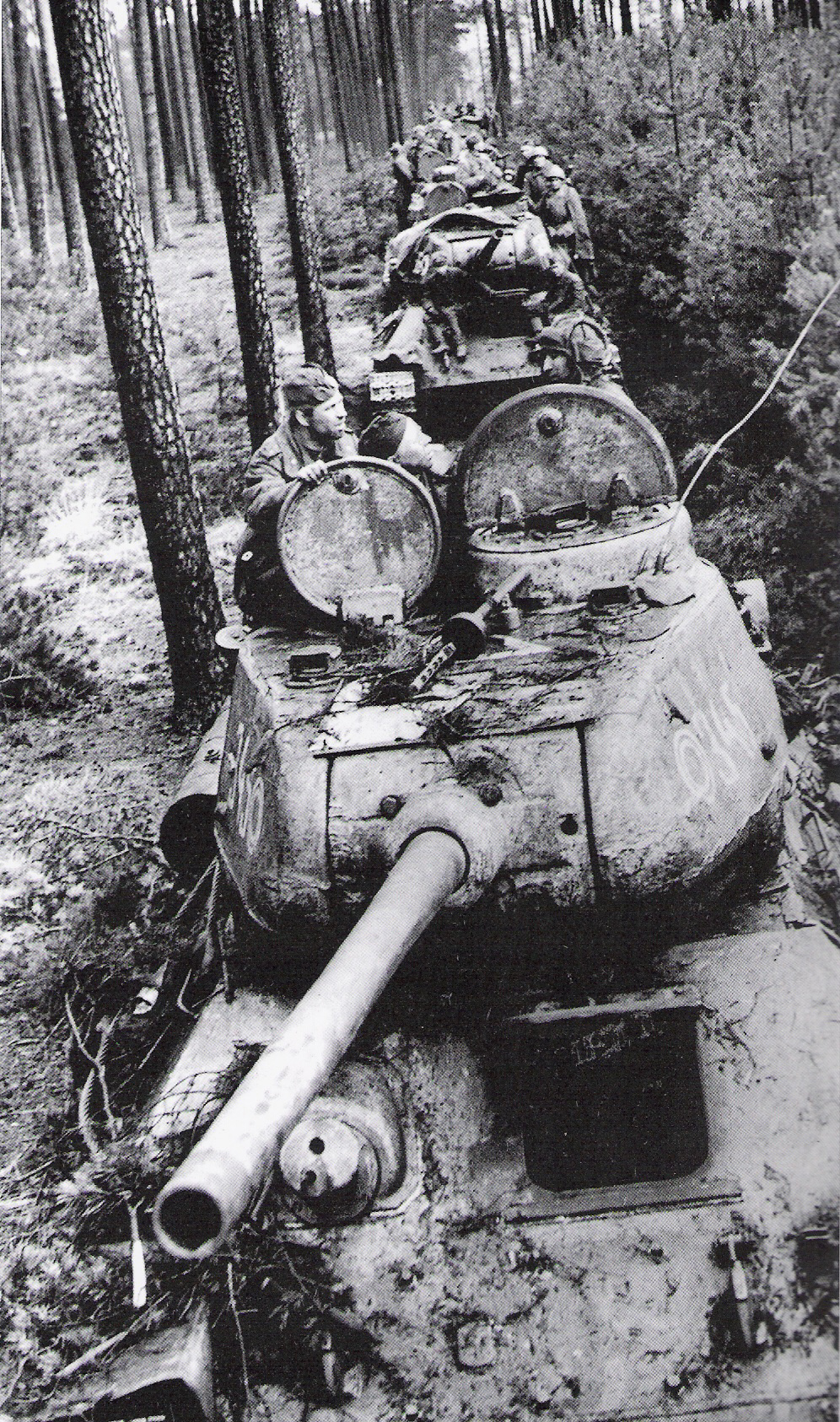
Танковая колонна 3-й гвардейской танковой армии в Германии, 1945 год

Отличился при штурме Берлина. 23 апреля 1945 года танковая рота лейтенанта Н. А. Присягина ворвалась в пригород Берлина Лихтенраде, а затем в Мариенфельде и, подавив стремительной атакой огневые средства противника, обеспечила успешное продвижение пехоты к рубежу по каналу Тельтов. А 26 апреля, в уличных боях в районе Штеглиц, Н. А. Присягин провёл свою штурмовую группу через противотанковые препятствия, несмотря на наличие в этом районе опорных пунктов и хорошо организованной системы огня. По оценке командира полка гвардии подполковника Громадского, «Присягин, лично ведя разведку и правильно оценивая обстановку, принимал правильные решения боевых задач».
27 июня 1945 года командир 3-й танковой роты 229-го танкового полка 70-й механизированной бригады 9-го механизированного корпуса 3-й гвардейской танковой армии 1-го Украинского фронта лейтенант Н. А. Присягин был удостоен высокого звания Героя Советского Союза. Из наградного листа: «В уличном бою за город Берлин тов. Присягин лично уничтожил 3 танка Т-6, 2 самоходных орудия, раздавил 6 полевых орудий, истребил до 150 солдат и офицеров, с группой бойцов взял в плен 65 солдат и офицеров противника».
Члены экипажа Н. А. Присягина: командир орудия Шабанов, механик-водитель танка Грязнов и стрелок-радист К. Т. Мацина (награждён орденом Славы).
Закончил войну в Праге.

### В послевоенные годы
После войны остался в Советской армии. В 1947 году окончил Ленинградскую высшую офицерскую бронетанковую школу, в 1956 году — Военную академию бронетанковых войск. Майор.
С 1960 года после увольнения в запас жил и работал в городе Новомосковске Тульской области начальником отдела кадров Новомосковского треста домостроения. Избирался депутатом горсовета, членом парткомиссии горкома партии.
30 декабря 1973 года вместе с Героем Советского Союза М. П. Стрижковым и полными кавалерами ордена Славы А. Т. Федоновым и Ф. А. Комовым принимал участие в открытии монумента «Вечная Слава» на улице Московская города Новомосковска.
Умер 6 декабря 1979 года, похоронен в Новомосковске.

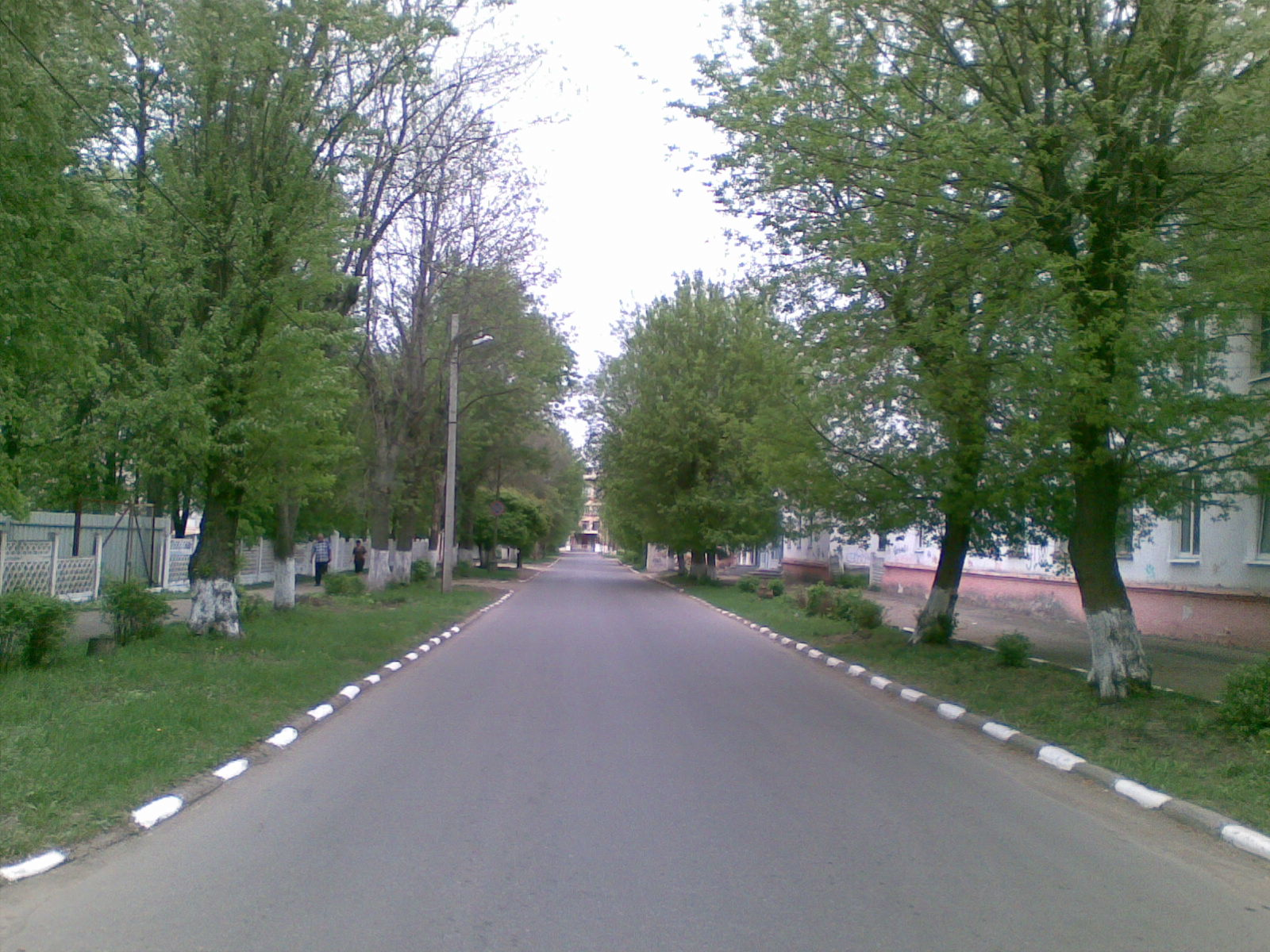
Улица Присягина в Новомосковске.
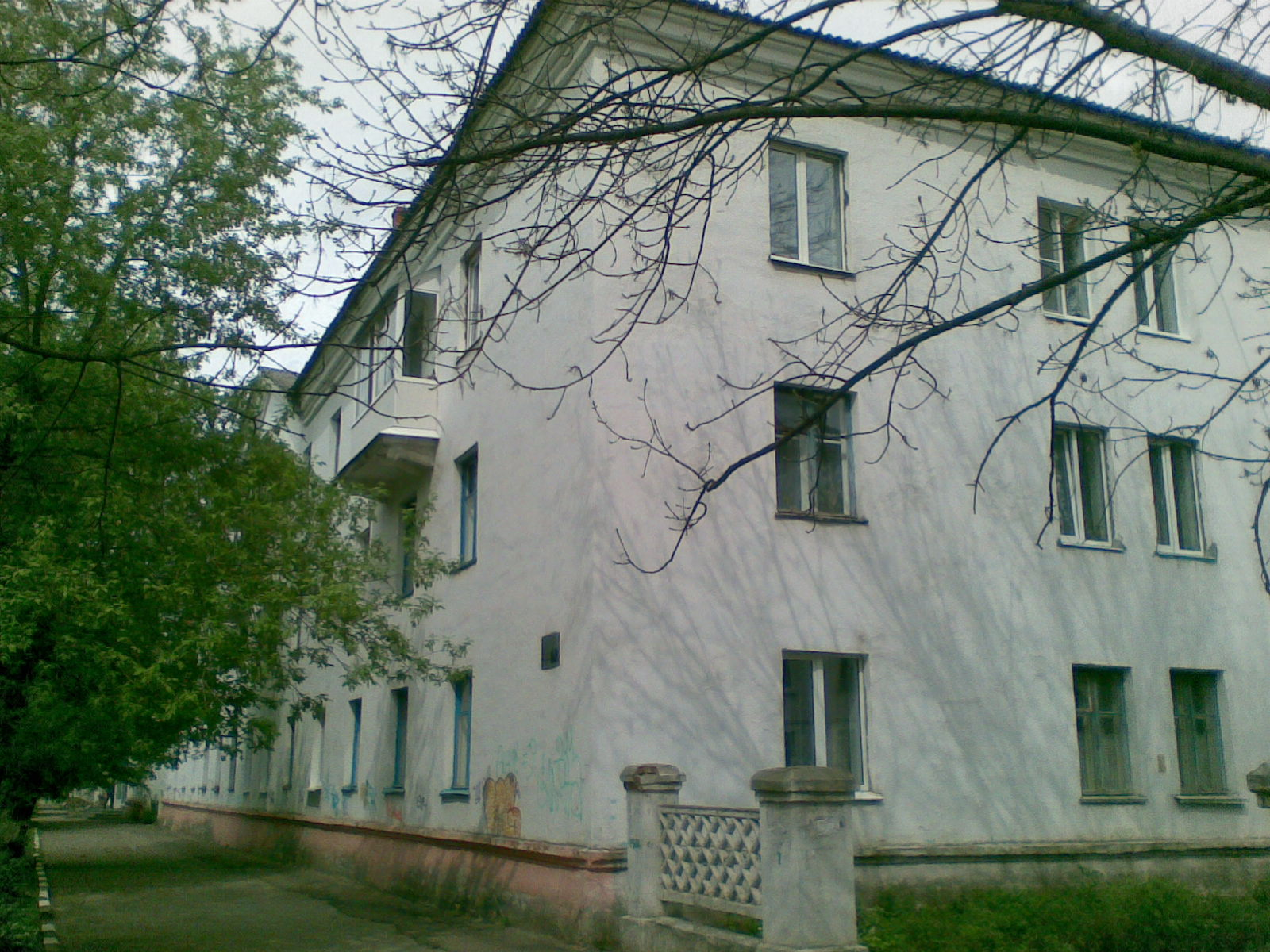
Дом № 4, в котором жил Н. А. Присягин.

## Награды и звания
- Герой Советского Союза (27 июня 1945, медаль «Золотая Звезда» № 8778)[5];
- орден Ленина (27 июня 1945);
- орден Александра Невского (7 марта 1945)[7];
- два ордена Красной Звезды (16 августа 1944[6], н/д);
- медали[3].

## Публикации
- Присягин Н. А. Танкист вспоминает… // Колос (Ухолово). — 1978. — 23 дек.

## Память
Именем Н. А. Присягина названа улица Новомосковска, а на доме № 4, где он жил, установлена мемориальная доска. Имя Н. А. Присягина увековечено на аллее Героев (ул. Московская) и на стенде Мемориала павшим в Великой Отечественной войне в городе Новомосковске. Его имя высечено на памятнике тулякам — Героям Советского Союза (Тула).

Стела «Тулякам — Героям Советского Союза», погибшим в годы Великой Отечественной войны (Тула)
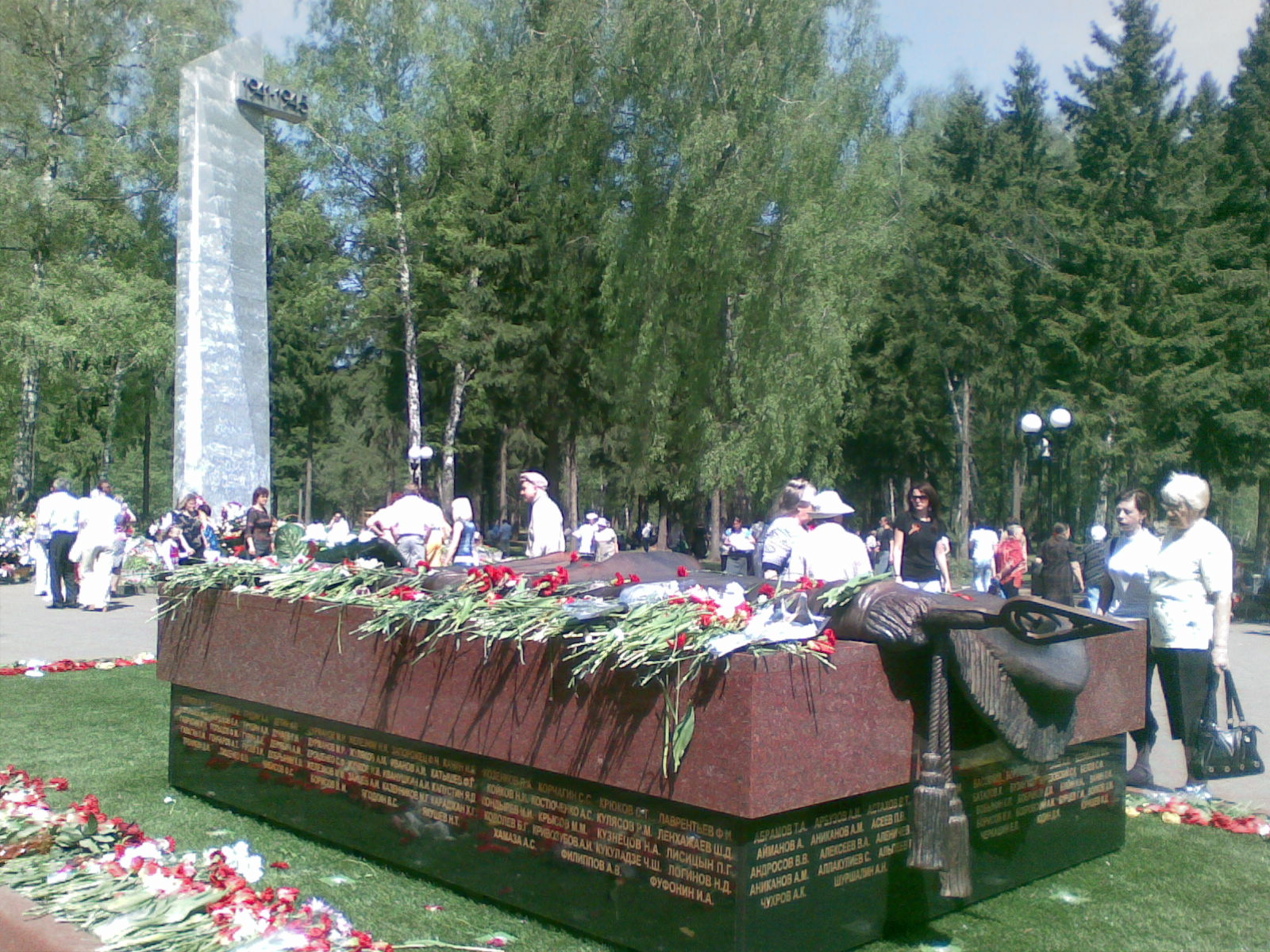
Мемориальный комплекс в память о героях, погибших в сражениях за Сталиногорск, и обо всех новомосковцах, не вернувшихся с фронта (Новомосковск)
Вечный огонь и монумент «Вечная Слава», ул. Московская (Новомосковск)
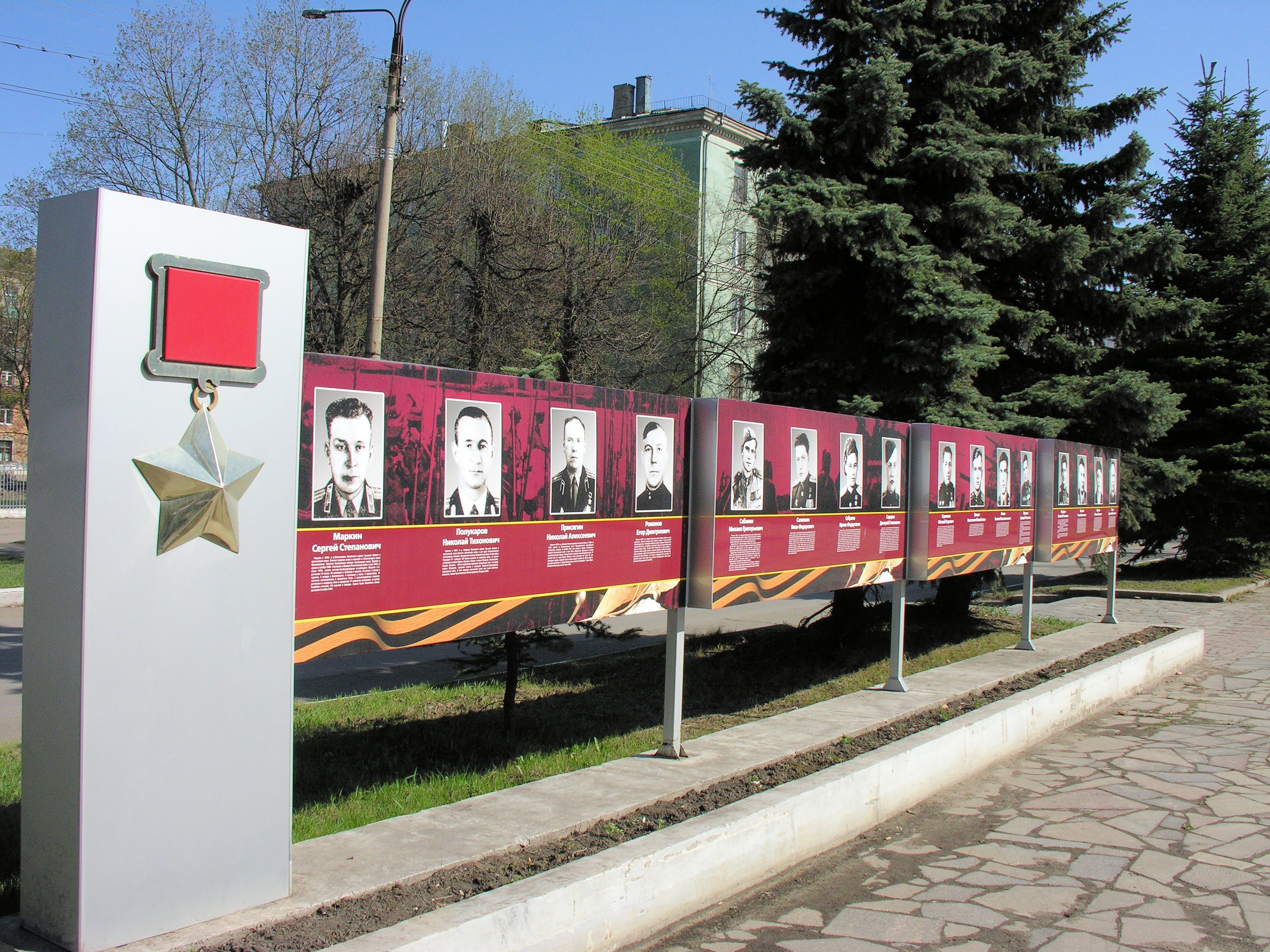
Аллея Героев (левая часть) со стендом, посвящённым Н. А. Присягину (Новомосковск)